# 1651
- рік темного металевого зайця за Шістдесятирічним циклом китайського календаря.

Епоха великих географічних відкриттів •  Ганза •  Річ Посполита •  Запорозька Січ •  Хмельниччина

## Геополітична ситуація
Османську імперію очолює Мехмед IV (до 1687). Під владою османського султана перебувають Близький Схід та Єгипет, Середземноморське узбережжя Північної Африки, частина Закавказзя, значні території в Європі: Греція, Болгарія та Сербія. Васалами османів є Волощина та Молдова.
Священна Римська імперія — наймогутніша держава Європи. Її територія охоплює, крім німецьких земель, Угорщину з Хорватією, Богемію, Північну Італію. Її імператором є Фердинанд III з родини Габсбургів (до 1657). Королем Богемії та Угорщини є Фердинанд IV Габсбург.
Габсбург Філіп IV Великий є королем Іспанії (до 1665). Йому належать Іспанські Нідерланди, південь Італії, Нова Іспанія, Нова Гранада та Нова Кастилія в Америці, Філіппіни. Королем Португалії проголошено Жуана IV, хоча Іспанія це проголошення не визнає. Португалія має володіння в Бразилії, в Африці, в Індії, на Цейлоні, в Індійському океані й Індонезії.
Північ Нідерландів займає Республіка Об'єднаних провінцій. Король Франції — Людовик XIV (до 1715). В Англії триває Англійська революція, встановлено Англійську республіку. Король Данії та Норвегії — Фредерік III (до 1670), королева Швеції — Христина I (до 1654). На Апеннінському півострові незалежні Венеціанська республіка та Папська область.
Королем Речі Посполитої, якій належать українські землі, є Ян II Казимир (до 1668).
Гетьман України — Богдан Хмельницький. На півдні України існує Запорозька Січ.
Царем Московії є Олексій Михайлович (до 1676). Існують Кримське ханство, Ногайська орда.
В Ірані правлять Сефевіди.
Значними державами Індостану є Імперія Великих Моголів, Біджапурський султанат, султанат Голконда, Віджаянагара. Владу в Китаї захопила Династія Цін. В Японії триває період Едо.

## Події

### В Україні
- Хмельниччина:

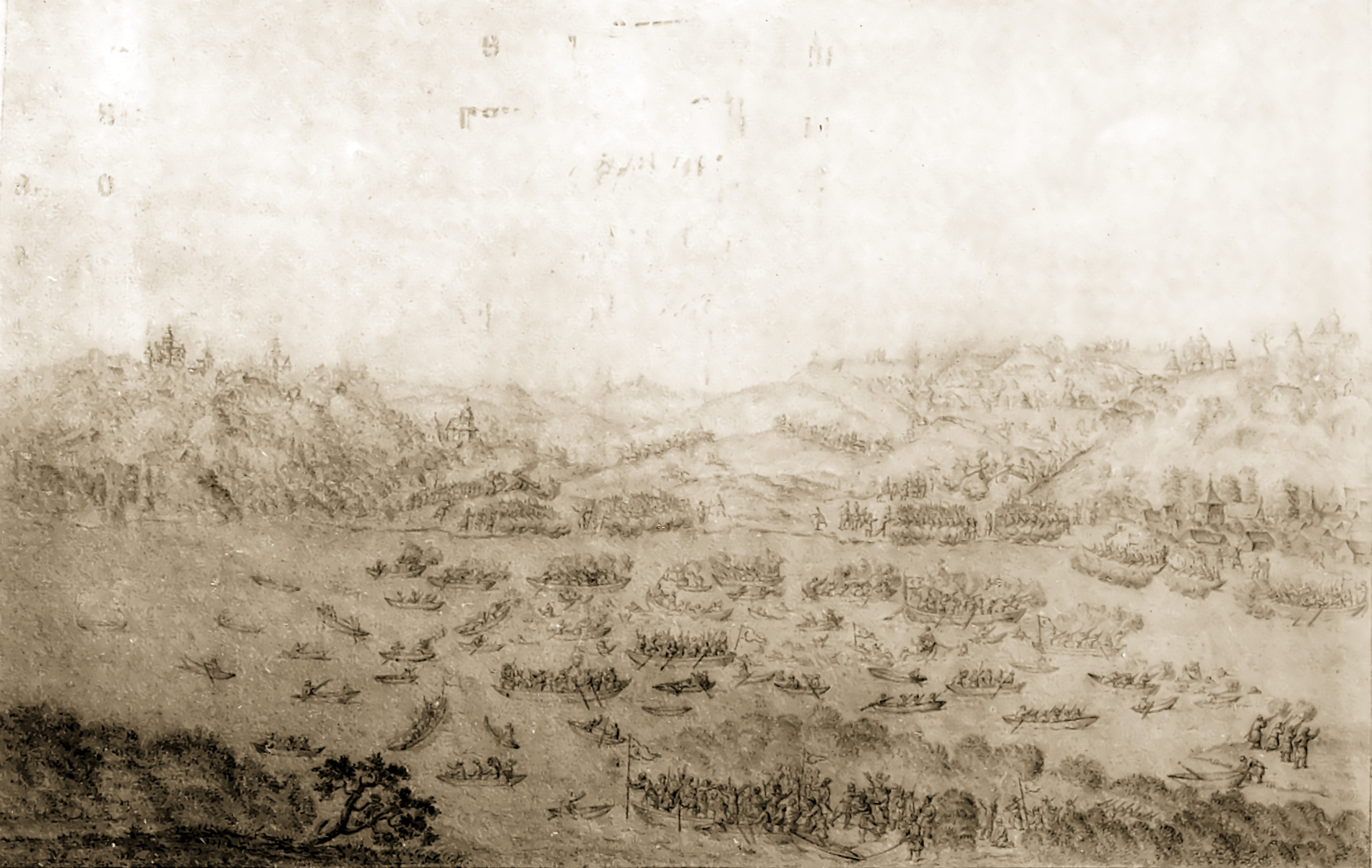
Розгром козаками литовської флотилії на Дніпрі

  - 28 червня козацькі війська зазнали поразки в Битві під Берестечком.
  - 6 липня відбулася Битва під Лоєвом
  - 26 липня (5 серпня) козаки напали з Дніпра на литовську флотилію (військо Януша Радзивілла, яке захопило Київ).
  - 23 по 25 вересня відбулася Битва під Білою Церквою, що не визначила переможця.
  - 28 вересня Богдан Хмельницький підписав Білоцерківський мирний договір.

### У світі
- Англійська революція:
  - 1 січня Карла II Стюарта короновано королем Шотландії в Скоуні.
  - 20 липня під Інверкітінгом парламентська армія нового зразка під керівництвом Джона Ламберта розбила військо шотландських ковенантерів.
  - 3 вересня Карл II зазнав поразки в битві під Вустером, останній великій битві громадянської війни.
  - 9 жовтня лорд-генерал Олівер Кромвель оприлюднив Навігаційний акт (Акт про збільшення англійського торгового флоту і заохочення мореплавців англійської національності).
  - 17 жовтня Карл Стюарт (майбутній король Англії) в одязі слуги втік у Францію.
- У Франції продовжується Фронда.
  - На початку року парламентська Фронда зблизилася з Фрондою принців.
  - Мазаріні посварився з Гастоном Орлеанським, що змусило його в ніч проти 7 лютого втекти з Парижа.
  - 9 лютого натовп увірвався в королівський палац, вимагаючи побачити малолітнього короля, який на той час спав.
  - 13 лютого звільнено принца Конде та інших в'язнів.
  - 6 березня Анрі де Тюренн отримав королівське прощення.
  - 6 вересня Конде вирушив до Нормандії, де перекинувся на бік іспанців.
  - 7 вересня короля Людовика XIV оголошено повнолітнім — йому сповнилося 13 років.
  - 12 грудня король викликав Мазаріні в Париж. 24 грудня Мазаріні повернувся з невеликим загоном попри те, що парламент назначив ціну за його голову.
- У Японії роніни підняли повстання Кейан.

## Народились
Див. також Категорія:Народились 1651
- 6 серпня — Реншильд Карл Ґустав, шведський фельдмаршал (1706), граф, сподвижник короля Карла XII (пом. 1722).
- 6 серпня — Франсуа Фенелон (фр. François de Salignac de la Mothe-Fénelon), французький письменник, теолог, архієпископ Камбре. Член Французької академії (пом. 1715).

## Померли
Див. також Категорія:Померли 1651
- 1651 — Токуґава Ієміцу, третій сьоґун сьоґунату Едо.
- Травень — Мотрона Чаплинська, друга дружина Богдана Хмельницького.
- Айртон Генрі
- Йов Почаївський
- Максиміліан I Баварський
- Небаба Мартин
- Микола Потоцький
- Тарасович Василь
- Тугай-Бей